# Centaurea carduiformis
Centaurea carduiformis — вид рослин з роду волошка (Centaurea), з родини айстрових (Asteraceae).

## Опис рослини
Це дворічна рослина з потовщеним стрижневим коренем, стебло прямовисне 20–90 см, зазвичай розгалужений лише у верхній частині з 3–5 квітковими головами. Стебло і листя жорстко-волосисті. Листки 1–2-перисторозсічені, більші сегменти 1.5–8 мм ушир, кінцеві рівні або лише трохи більші, маленькі сегменти зазвичай присутні між великими. Кластер філаріїв (приквіток) 17–25 × 20–25 мм, яйцюватий; придатки лише частково приховують базальні частини філаріїв, від темно- до світло-коричневі. Квітки трояндово-пурпурні або білуваті. Сім'янки 5–6 мм; папуси 7–10 мм, внутрішній ряд 1.5–2.5 мм.

## Середовище проживання
Поширений у Західній Азії — Туреччина (Анатолія), Азербайджан, Вірменія, Грузія, Сирія, Іран.